# Fred Marhenke
Fred Marhenke (* 19. April 1950 in Schallenburg) ist ein ehemaliger deutscher Judoka. Er startete in den 1970er Jahren für den VfL Wolfsburg.

## Erfolge
Zwischen 1972 und 1976 wurde Fred Marhenke vierfacher Deutscher Meister im Mittelgewicht. Im Jahr 1977 wurde er ein weiteres Mal Deutscher Meister im Halbmittelgewicht. Mit dem VfL Wolfsburg wurde Marhenke viermal deutscher Judo-Mannschaftsmeister.
Einen internationalen Erfolg feierte Fred Marhenke 1976 bei den Olympischen Sommerspielen in Montreal mit einem fünften Platz. Bei den Europameisterschaften 1977 in Ludwigshafen gewann Marhenke im Halbmittelgewicht eine Bronzemedaille.  
Fred Marhenke entwickelte eine nach ihm benannte Bodentechnik, den Marhenke-Würger (Tawara-jime).

## Privates
Fred Marhenke arbeitete als Leiter des Bereichs Automotive bei der Volkswagen AG.
Er ist Vater von zwei Töchtern (Zwillinge).